# Руис Сафон, Карлос
Ка́рлос Руи́с Сафо́н (исп. Carlos Ruiz Zafón, 25 сентября 1964, Барселона — 19 июня 2020, Лос-Анджелес) — испанский (каталонский) писатель.

## Биография и творчество
Карлос Руис Сафон родился в Барселоне, в семье страхового агента Хусто Руиса и домохозяйки Фины Сафон. Родители стремились дать сыну хорошее образование и потому, используя свой круг знакомств, устроили его в элитную иезуитскую школу Св. Игнасио. Писать начал еще подростком. Окончив школу, приступил к изучению университетской программы информатики, включающей в себя журналистику и издательское дело. Уже на первом курсе его заметило известное рекламное агентство. Вскоре он стал креативным директором отделения в Барселоне. Покинул пост в 1992 году.
Литературная карьера Руиса Сафона началась в 1993 году с публикацией серии мистических книг для подростков — «Владыка Тумана» (El príncipe de la niebla), «Дворец полуночи» (El palacio de la medianoche), «Сентябрьские огни» (Las luces de septiembre) (позднее объединённые в «Трилогию тумана») и «Марина» (Marina). В следующем году он переехал в США и поселился в Лос-Анджелесе, где поначалу работал сценаристом.
В 2001 году он написал свой первый «взрослый» роман — «Тень ветра» (La sombra del viento), который в дальнейшем будет переведен более чем на 30 языков и издан более чем в 40 странах мира общим тиражом, превышающим 10 млн экземпляров.
Следующий роман, последовавший за «Тенью ветра», — «Игра ангела» (El juego del ángel) (2008) — сразу был опубликован барселонским издательством Planeta миллионным тиражом. Предпоследний роман Руиса Сафона «Узник неба» (El prisionero del cielo) был выпущен в 2011 году и стал одной из самых продаваемых книг года в Латинской Америке.
В 2016 году вышел в свет последний роман писателя — «Лабиринт призраков» (El Laberinto de los Espíritus), — который завершил тетралогию «Кладбище забытых книг», куда входят «Тень ветра», «Игра ангела», «Узник неба». Прощальным подарком для поклонников этого цикла стал изданный в 2020 году сборник рассказов «Город из пара» (La ciudad de vapor).
Карлос Руис Сафон умер 19 июня 2020 года в Лос-Анджелесе от рака толстой кишки.

## Произведения
- La ciudad de vapor (2020)
- El Laberinto de los Espíritus (2016)
- El Prisionero del Cielo (2011)
- El juego del ángel (2008)
- La sombra del viento (2001)
- Marina (1999)
- Las luces de septiembre (1995)
- El palacio de la medianoche (1994)
- El príncipe de la niebla (1993)

### Публикации на русском языке
- Тень ветра. — М.: Росмэн-Пресс, 2006.
- Игра ангела. — М.: АСТ; Полиграфиздат; Астрель, 2010.
- Владыка Тумана. — М.: АСТ; Полиграфиздат; Астрель, 2011.
- Дворец полуночи. — М.: АСТ; Полиграфиздат; Астрель, 2012.
- Сентябрьские огни. — М.: АСТ; Полиграфиздат; Астрель, 2012.
- Узник неба. — М.: АСТ; Полиграфиздат; Астрель, 2014.
- Марина. — М.: АСТ; Полиграфиздат; Астрель,2015.
- Лабиринт призраков. — М.: АСТ; Полиграфиздат; Астрель,2019
- Город из пара. — М.: АСТ; 2022

### Публикации на английском языке
- Shadow of the wind. Orion Publishing Group, 2005
- Angel’s Game. Phoenix, 2010
- Prince of Mist. Orion, 2010
- The Midnight Palace, 2012
- The Prisoner of Heaven, 2012
- Marina, Weidenfeld & Nicolson, 2013
- The Labyrinth of the Spirits, 2018
- The City of Mist, 2021